# Loggia dei Mercanti (Messina)

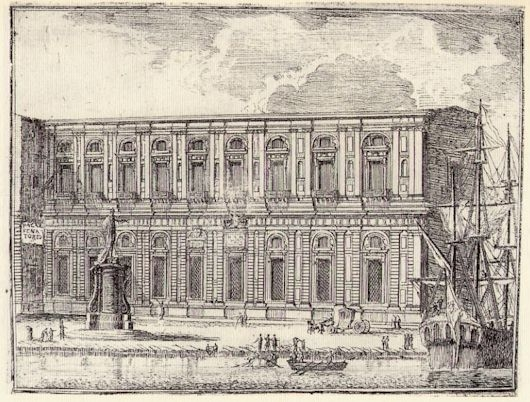
Loggia dei Mercanti aan de haven van Messina, Sicilië

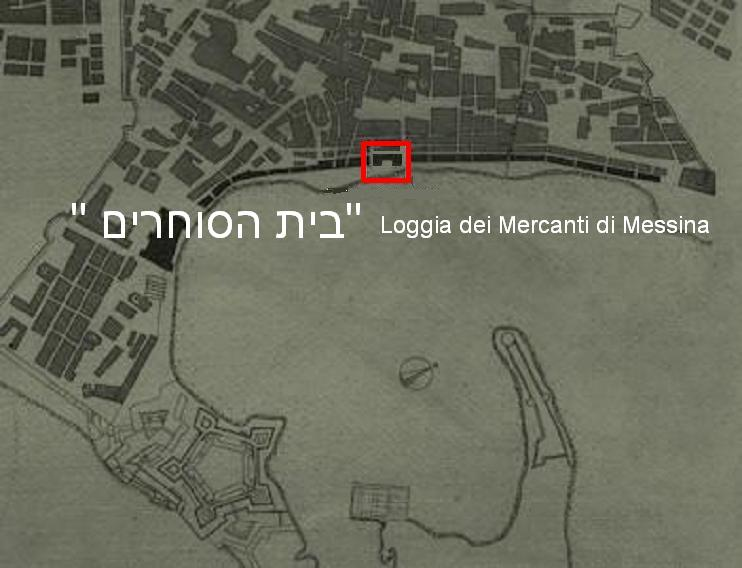
Situering in rood kadertje

De Loggia dei Mercanti was de Kamer van Koophandel van de stadsstaat Messina, in een periode dat Messina semi-autonomie bezat binnen het koninkrijk Sicilië. De Loggia dei Mercanti werd ook genoemd Loggia de’ Negozianti. 
Het was klaar in 1589 en werd vernield door de aardbeving van 1783. De bouw ervan was tijdens de periode van Spaans bestuur in Sicilië, waarin de havenactiviteiten van Messina expandeerden.

## Beschrijving
De Loggia dei Mercanti stond op een plein met meerdere paleizen en hoven, geheten Palazzata di Simone Gullì, naar de gelijknamige architect van het plein aan de haven.
Het 16e-eeuws gebouw was volledig bedekt met marmer. Het bestond uit twee verdiepingen, met elk negen vensters aan de havenkant. Op het gelijkvloers werden de vensters van elkaar gescheiden door pilasters die bovenaan Dorisch afgewerkt waren, terwijl die op de verdieping Ionisch waren. Boven elk venster was er een boog met een kleiner venster, afgewerkt met voluten.
Aan de ingang stond de volgende spreuk in het Latijn: ‘opdat er tot nut van handelaars overlegd wordt in dit paleis van burgers van de koninklijke stad Messina met de waardigheid van een koninklijke protometropool’.

## Historiek
Reeds in het begin van de 16e eeuw vroeg Messina aan de koning van Sicilië, Ferdinand II van Aragon, om over een gebouw te beschikken waar handelaars konden samenkomen. Messina kende immers een toename van handelscontacten, handelsreizigers en kooplui. Ferdinand II ging akkoord. De werken startten in de jaren 1520 doch werden regelmatig stil gelegd. De architect was Giacomo Del Duca (1520-1604), een Siciliaan die de stadsarchitect van Messina was. De bouwplaats was naast de Dogana Vecchia, waar op dat ogenblik de Kamer van Koophandel was. De Dogana Vecchia was te klein. In 1589 was de Loggia dei Mercanti klaar.
De Loggia dei Mercanti was een eeuw lang het trefpunt voor de handelaars.
Ten gevolge van Messina's nederlaag in de Anti-Spaanse opstand (1674-1678) vernietigden de Spanjaarden het Palazzo Senatoriale, waar de Senaat van Messina ofwel het stadsbestuur zetelde. De senaat kwam nadien samen in de Loggia dei Mercanti, doch ze was ontdaan van haar macht, en dit ten voordele van de Spaanse gouverneur van Messina. Het gebouw kreeg na 1678 daarom de naam Palazzo Senatorio detto alla Marina ofwel senatoriaal paleis aan de haven. Ook de handelsactiviteiten verminderden. De opkomende metropool op Sicilië werd Palermo.
Nog een eeuw later stortte het gebouw in ten gevolge van de zware aardbeving van 1783 die Zuid-Italië en Sicilië trof. De ruïne werd verder ontmanteld.